# Hip hop
A música hip hop, também conhecido como rap, é um gênero de música popular desenvolvido nos Estados Unidos por afro-americanos no bairro do Bronx em Nova York na década de 1970. Consiste em uma música rítmica estilizada que comumente acompanha o rap, uma fala rítmica e rimada que é cantada. A cultura hip hop foi iniciada nas comunidades jamaicanas, afro-latinas e afro-americanas da cidade de Nova Iorque. O DJ Afrika Bambaataa estabeleceu os pilares essenciais da cultura Hip-Hop: o rap, o DJing, breakdance e o graffiti, outros elementos incluem a moda hip hop e gírias.
Desde quando surgiu primeiramente na região Sul do Bronx, a cultura hip hop se espalhou por todo o mundo. No momento em que o hip hop surgiu, a base concentrava-se nos disc jockeys que criavam batidas rítmicas chamadas "loop" (pequenos trechos de música em repetições contínuas) em dois turntables, que atualmente é referido como sampling. Posteriormente, foi acompanhada pelo rap (abreviatura de rhythm and poetry ou ritmo e poesia em inglês) com uma técnica vocal diferente para acompanhar os loops dos DJs. Junto com isto, surgiram formas diferentes de danças improvisadas, como a breakdance, o popping e o locking.
A relação entre o grafite e a cultura rap music surgiu quando novas formas de pintura foram sendo realizadas em áreas onde a prática dos outros três pilares do hip hop eram frequentes, com uma forte sobreposição entre escritores de grafite e quem praticava os outros elementos.

## Origem do termo
O termo "hip" é usado no Inglês afro-americano (IVAA) desde 1898, onde significa algo atual, que está acontecendo no momento; e "hop" refere-se ao movimento de dança. Keith "Cowboy" Wiggins e Grandmaster Flash são creditados com a primeira aplicação do termo hip hop, em 1978, ao mesmo tempo que Flash provocava um amigo que acabava de ingressar ao Exército dos Estados Unidos, proferindo as palavras "hip/hop/hip/hop", imitando a cadência rítmica dos soldados. Mais tarde, Cowboy determinou a cadência como uma referência para o MC no palco. Como os grupos frequentemente eram compostos por um DJ e um rapper, os artistas foram chamados de "hip-hoppers". O nome originalmente foi concebido como um sinal de desrespeito, mas logo veio a identificar-se com esta nova forma de música e cultura.
As canções "Rapper's Delight", do grupo Sugarhill Gang e "Superrappin", de Grandmaster Flash foram lançadas em 1979 e obtiveram um alto sucesso. Dois anos depois, Lovebug Starski, DJ do Bronx, lançou um single intitulado "The Positive Life", com referências a rappers. Então, DJ Hollywood utilizou o termo para se referir a um novo estilo de música, chamado rap. O pioneiro do hip hop Afrika Bambaataa reconhece Starski como a primeira pessoa a utilizar o termo "hip hop", para se referir a esta cultura.

## História
O hip-hop emergiu em meados da década de 1970 nos subúrbios negros e latinos de Nova Iorque. Estes subúrbios, verdadeiros guetos, enfrentavam diversos problemas de ordem social como pobreza, violência, racismo, tráfico de drogas, carência de infraestrutura e de educação, entre outros. Os jovens encontravam, na rua, o único espaço de lazer, e geralmente entravam num sistema de gangues, as quais se confrontavam de maneira violenta na luta pelo domínio territorial. As gangues funcionavam como um sistema opressor dentro das próprias periferias — quem fazia parte de algumas das gangues, ou quem estava de fora, sempre conhecia os territórios e as regras impostas por elas, devendo segui-las rigidamente.
Esses bairros eram essencialmente habitados por imigrantes do Caribe, vindos principalmente da Jamaica. Por lá, existiam festas de rua com equipamentos sonoros ou carros de som muito possantes chamados de Sound System (carros equipados com sistemas de som, parecidos com os trios elétricos). Os Sound Systems foram levados para o Bronx, um dos bairros de Nova Iorque de maioria negra, pelo DJ Kool Herc, que com doze anos migrou para os Estados Unidos com sua família. Foi Herc quem introduziu o Toaster (modo de cantar com levadas bem fraseadas e rimas bem feitas, muitas vezes bem politizadas e outras banais e sexuais, cantadas em cima de reggae instrumental), que daria origem ao rap.
Neste contexto, nasciam diferentes manifestações artísticas de rua, formas próprias, dos jovens ligados àquele movimento, de se fazer música, dança, poesia e pintura. Os DJs Afrika Bambaataa, Kool Herc e Grand Master Flash, GrandWizard Theodore, GrandMixer DST (hoje DXT), Hollywood e Pete Jones, entre outros, observaram e participaram destas expressões de rua, e começaram a organizar festas nas quais estas manifestações tinham espaço — assim nasceram as Block Parties.
As gangues foram encontrando, naquelas novas formas de arte, uma maneira de canalizar a violência em que viviam submersas, e passaram a frequentar as festas e dançar break, competir com passos de dança e não mais com armas. Essa foi a proposta de Afrika Bambaataa, considerado, hoje, o padrinho da cultura hip-hop, o idealizador da junção dos elementos, criador do termo hip-hop e por anos tido como "master of records" (mestre dos discos), por sua vasta coleção de discos de vinil.
DJ Hollywood foi um DJ de grande importância para o movimento. Apesar de tocar ritmos mais pop como a discoteca, foi o primeiro a introduzir, em suas festas, MCs que animavam com rimas e frases que deram início ao rap. Os MCs passaram a fazer discursos rimados sobre a comunidade, à festa e outros aspectos da vida cotidiana. Taki 183, o grande mestre do Pixo, fez uma revolução em Nova Iorque ao lançar suas "Tags" (assinaturas) por toda cidade, sendo noticiado até no The New York Times à época. Depois dele, vieram Blade, Zephyr, Seen, Dondi, Futura 2000, Lady Pink, Phase 2, Cope2 entre outros.
Em 12 de novembro de 1973, foi criada a primeira organização que tinha, em seus interesses, o hip hop. Sua sede estava situada no bairro do Bronx. A Zulu Nation tem, como objetivo, acabar com os vários problemas dos jovens dos subúrbios, especialmente a violência. Começaram a organizar "batalhas" não violentas entre gangues com um objetivo pacificador. As batalhas consistiam em uma competição artística.

### Hip Hope a música eletrônica
Entre as diferentes manifestações artísticas do movimento hip hop, a música se insere como papel primordial para inúmeras variações existentes em nossos dias. Além dos DJs, MCs, das mixagens e do rap, a bateria eletrônica e os sintetizadores complementaram o âmbito das discotecas. Tudo começou quando Afrika Bambaataa resolveu criar uma batida base para suas músicas inspirando-se num álbum do grupo musical criador do estilo techno, Kraftwerk. Surgia o eletrofunk, que, por sua vez, derivou-se em muitos outros estilos, como, por exemplo, o miami bass e o freestyle.
É importante observar que esta junção entre o então nascente movimento hip hop e a música eletrônica não poderia haver ocorrido se não houvesse ocorrido o desenvolvimento da tecnologia musical orientado pelo desenvolvimento da estética e da técnica da música eletrônica. A música eletrônica, que até o surgimento do grupo Kraftwerk, era uma música exclusivamente erudita, começou então a desenvolver uma versão desta linguagem musical para o âmbito da música popular.
Apesar da classificação acima para a música da banda Kraftwerk referi-la como techno, na verdade, não há um termo preciso para definir seu estilo, sendo preferível referir-se genericamente a tal estilo apenas como música eletrônica popular, pois o estilo do Kraftwerk é embrionário à todos os demais. Os fundadores da banda Kraftwerk estudaram com Karlheinz Stockhausen (Flur 2003, 228) e com ele aprenderam os elementos da música eletrônica erudita da vertente alemã. Posteriormente, a vertente francesa da música eletrônica erudita (conhecida como Música Concreta) veio a colaborar ao desenvolvimento do hip hop através do desenvolvimento do conceito de sampler, o qual permite a execução do conceito de loop de forma muito mais eficiente.
O contato dos Djs com os conceitos, técnicas e equipamentos da música eletrônica, foi essencial para o desenvolvimento dos atuais estilos de música eletrônica não integrantes da cultura hip hop. Não está claro se esse contato se deu durante o desenvolvimento do hip hop ou se o mesmo se deu de forma autônoma, porém, a primeira hipótese parece mais provável. Os atuais estilos de música eletrônica popular não integrantes do hip hop começaram a se desenvolver após a perseguição sofrida pela disco music (discoteca no Brasil) nos Estados Unidos. Os Djs dos clubes de disco music, ao verem os novos lançamentos de disco music minguarem, passaram a utilizar os equipamentos da música eletrônica para produzir novos lançamentos. Daí, surgiriam a house music, a techno music, entre outras, que no Brasil são pejorativamente e genericamente tachadas como "bate-estaca" e que compõem o universo dos estilos não integrantes do universo hip hop. Atualmente, ambas as vertentes de música eletrônica, tanto a herdeira da disco music como o hip hop, flertam entre si em alguns momentos, criando pontos específicos de influência e/ou fusão de estilos, conforme pode-se observar em estilos como breakbeat, drum'n'bass e dubstep, sendo difícil manter a distinção entre ambas as vertentes. Também há que se considerar a influência de ritmos e estilos de outros universos culturais que vem adensar ainda mais a estrutura do hip hop, tais como os elementos do rock, da música latina, da música africana, entre outros, que foram utilizados em determinados momentos.
Atualmente, a música eletrônica erudita passou a adotar outra denominação para se distinguir da música eletrônica popular, autodenominando-se música eletroacústica. Além disso, a antiga divisão entre a escola alemã e a escola francesa foi abolida, resultando na fusão e reestruturação das técnicas e conceitos de ambas as escolas.

### No Brasil
O berço do hip hop brasileiro é São Paulo, onde surgiu nos anos 1980, de onde saíram muitos artistas reconhecidos como por exemplo Thaíde, DJ Hum, Racionais MC's, Rappin Hood. Ademais, o Rio de Janeiro possui uma cena enorme de hip hop e rap. Em Brasília, DF, a cena contemporânea de hip hop brasiliense também tem expandido consideravelmente, e atualmente é considerada uma das maiores do Brasil.

### Em Portugal
O berço do hip hop português é Lisboa, embora se tenha espalhado rapidamente para o Porto , onde surgiu em finais dos anos 1980 e início da década de 1990, sendo alguns dos artistas de maior destaque Chullage e Sam The Kid.

### Em Angola
O berço do hip hop angolano é Luanda, a capital do país e com enormes problemas sociais, problemas estes que são relatados nas músicas de RAP com um pendor contestatário. Entre os fazedores, destacam-se Ikonoklasta, Lwenapithekus Samussuku e os grupos Filhos da Ala Este e Movimento de Hip-Hop de Intervenção Terceira Divisão. O Hip hop angolano possui uma dimensão política.

### Multidimensionalidade dohip hop
Segundo Alejandro Frigerio, a principal característica das artes negras é seu caráter multidimensional, denso. A performance mistura, em níveis sucessivos, gêneros que para a cultura ocidental seriam diferentes e separados (músicas, poesia, dança, pintura). A interpretação, a fusão de todos esses elementos que faz dela uma forma artística que não seria equivalente à soma dos elementos separados. Para compreender a multidimensionalidade da performance, é necessário fazê-lo em seu contexto social. Fora deste contexto social, somente se compreenderiam alguns dos elementos, mas não só como um conjunto de dança, música, poesia e artes plásticas, senão como uma performance inserida num contexto social, neste caso marginal, cheio de problemas sociais, educacionais e de exclusão social. Este contexto social é o que dá sentido à performance. O hip hop, hoje em dia, dita o estilo de vida para muitas pessoas.

### A importância do estilo pessoal
O diálogo entre a performance e o caráter criativo da performance, realça e reforça o estilo pessoal. "O contraponto com um interlocutor também leva ambos os performers a maiores e melhores desempenhos". O estilo pessoal é de grande importância na performance porque as características próprias de cada performance acrescentam as possibilidades de inovação e de criação de novos estilos. "Espera-se que o performer seja não só competente, mas que também possua um estilo próprio, o que pode ser observado na cultura negra urbana contemporânea, por exemplo, em todos os aspectos do 'hip-hop'". O estilo pessoal se valoriza em situações de representação, mas não é importante em todos os aspectos da vida cotidiana (estética, cumprimento, fala etc.), pois, noutros momentos, é importante valorizar o respeito ao âmbito da preservação (ou âmbito da memória em contraponto ao âmbito criativo) no qual se enfatiza o valor dos códigos e tradições.

### Hip Hop Instrumental
O hip hop instrumental é uma batida de hip hop sem vocais. O hip hop como regra geral consiste em dois elementos: uma faixa instrumental (a "batida") e uma faixa vocal (o "rap"). O artista que fabrica a batida é o produtor (ou beatmaker), e quem faz o rap é o MC. Neste formato, a poesia do rap é quase sempre o foco principal da música, fornecendo a maior parte da complexidade e variação ao longo de uma batida repetitiva. O hip hop instrumental é música de hip hop sem a poesia do rap. Este formato dá, ao produtor, a flexibilidade para criar instrumentais mais complexos, ricamente detalhados e variados. Canções desse gênero podem se desviar em diferentes direções musicais e explorar vários subgêneros, porque os instrumentos não precisam fornecer uma batida constante para um MC. Embora os produtores tenham feito e lançado hip hop sem MCs desde o início do hip hop, esses discos raramente se tornaram bem conhecidos. O tecladista/compositor de jazz Herbie Hancock, com a colaboração de inspiração electromusical do baixista/produtor Bill Laswell, são exceções notáveis. O single "Rockit", do álbum Future Shock de 1983, destacou o Grand Mixer DXT, o primeiro uso de Turntablism em jazz fusion. The Mix-Up é o sétimo álbum de estúdio dos Beastie Boys, lançado em 2007. O álbum é composto inteiramente de performances instrumentais e ganhou um Grammy Award em 2008 como Melhor Álbum de Pop Instrumental.
O lançamento do álbum de estreia do DJ Shadow, Endtroducing..... em 1996, viu o início de um movimento no hip hop instrumental. Baseando-se principalmente em uma combinação de samples de funk, hip hop e trilha sonora, os inovadores arranjos de samples do DJ Shadow influenciaram muitos produtores e músicos.
Nos anos 2000 e 2010, artistas como RJD2, J Dilla, Pete Rock, Professor Grande, MF Doom, Danny!, Nujabes, Madlib, Cera Alfaiate, Denver Kajanga, DJ Krush, Hermitude e Blockhead ganharam atenção da crítica. O hip hop instrumental ainda não foi totalmente reconhecido como um gênero em si, e é frequentemente classificado como trip hop, breakbeat hardcore, drum and bass, jungle oldschool, grime, trap, ou industrial music. Isso pode ser resultado de sua natureza variada e experimental; uma única faixa pode incorporar amostras de diversos gêneros musicais. Devido ao estado atual da lei de direitos autorais, a maioria dos lançamentos instrumentais de hip-hop são lançados em pequenas gravadoras independentes. Os produtores, muitas vezes, têm dificuldade em obter autorização para as muitas amostras encontradas em todo o seu trabalho, e selos como o Stones Throw Records estão repletos de problemas legais.

## Os pilares da cultura

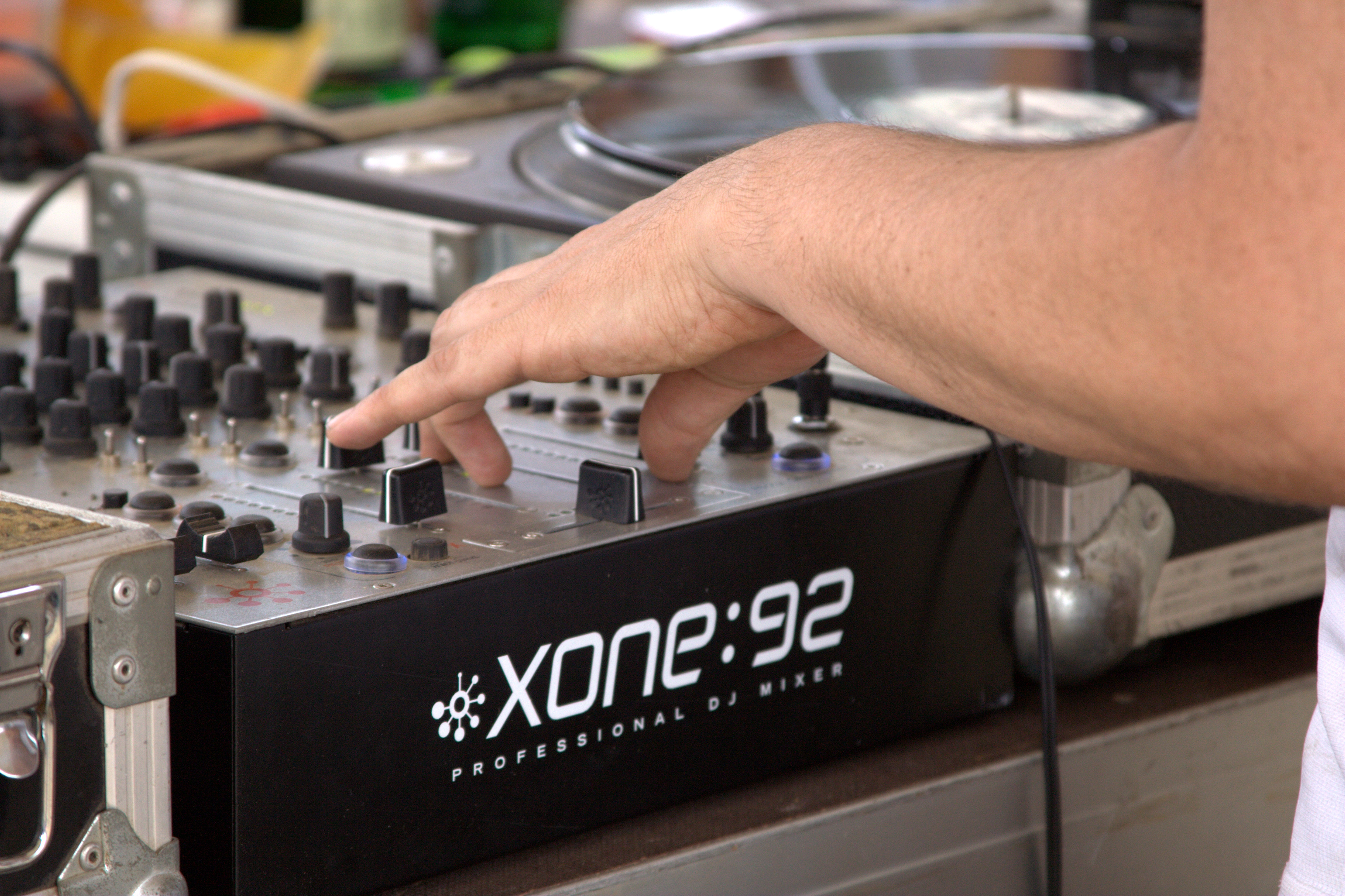
DJ mixando composições.

O DJ e produtor Afrika Bambaataa, reconhecido como o criador do movimento Hip-Hop, estabeleceu os quatro pilares essenciais dessa cultura: rap (música), Disc jockey (animador), breakdance (dança), graffiti (arte) e, beatbox (instrumental) Outros elementos incluem o MC, a moda hip hop e as gírias.

### Disc-jockey
Operador de discos, que faz bases e colagens rítmicas sobre as quais se articulam os outros elementos, hoje o DJ é considerado um músico, após a introdução dos scratches de GradMixer VST na canção "Rock it" de Herbie Hancock, que representa um incremento da composição e não somente um efeito. O breakbeat é a criação de uma batida em cima de composições já existentes. Seu criador, DJ Kool Herc, desenvolveu esta técnica possibilitando B.Boys a dançarem e MCs a cantarem. O Beat-Juggling já é a criação de composições pelos DJ nos toca-discos, com discos e canções diferentes. Há diversos tipos de DJs: o DJ de grupo, de baile/festas/aniversários/eventos em geral e o DJ de competição. Este por sua vez, faz da técnica e criatividade, os elementos essenciais para despertar e prender a atenção do público. Um DJ de competição é um DJ que desenvolve e realiza apresentações contendo scratchs, batidas e até frases recortadas de diferentes discos (samples). Esses DJs competem entre si usando todo e qualquer trecho musical de um vinil ou arquivos digitais ou sequencias MIDI.

### Rap
O rap é um ritmo de música parecido com o hip hop e que engloba, principalmente, rimas. É um dos seis pilares da cultura hip hop. A tradução literal de rap é "ritmo e poesia", ou seja, uma poesia feita através de rimas, geralmente feitas em uma velocidade superior à do hip hop, tendo, como exemplo, o grupo The Last Poets. O rap, na maioria das vezes, é feito sem qualquer acompanhamento de instrumentos musicais tradicionais, mas geralmente é acompanhado por um Dj.

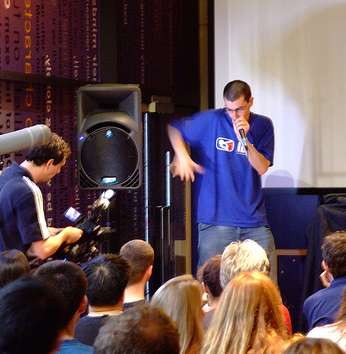
Um beatboxer animando o público

### Beat Box
O termo beatbox (do inglês, significa, literalmente, "caixa de batida") refere-se à percussão vocal do hip-hop. Consiste na arte em reproduzir sons de bateria, de sintetizador, de scratch e de samples com a voz, boca e cavidade nasal. Envolve o canto, imitação vocal de efeitos de DJs, simulação de cornetas, cordas e outros instrumentos musicais, além de outros efeitos sonoros. Muitos autores consideram o rapper norte-americano Doug E. Fresh como o grande pioneiro dessa arte. Porém, pesquisas recentes apontam para o compositor, músico e cantor brasileiro Marcos Valle como inventor do beatbox. Em 1973, Valle gravou, para seu LP "Previsão do tempo", a faixa "Mentira", na qual ele emula uma bateria com sua voz e, dessa forma, executa um padrão rítmico e uma virada. Numa entrevista de 2008 para o pesquisador acadêmico Alexei Michailowsky, Valle revelou grande surpresa ao saber que era um dos pioneiros da beatbox. Relembrando a gravação da faixa, ele afirmou que a ideia surgiu ao acaso, como uma mera experiência, lhe agradou e foi incorporada à gravação final.

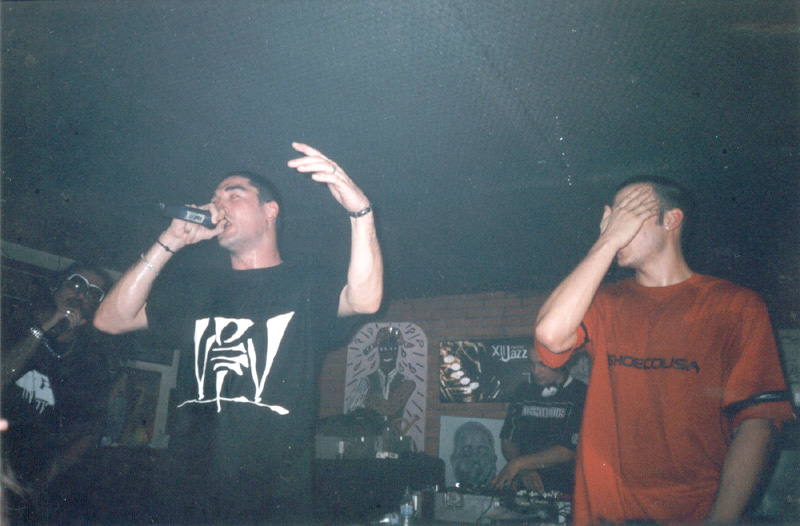
Um grupo de MCs em apresentação

### Master of ceremonies
Mestre de Cerimônia é o porta-voz que relata, através de rimas, os problemas, carências e experiências em geral dos guetos. Não só descreve, mas também lança mensagens de alerta e orientação. O MC tem, como principal função, animar uma festa e contribuir com as pessoas para se divertirem. Muitos MCs no início do hip-hop davam recados, mandavam cantadas e simplesmente animavam as festas com algumas rimas. O primeiro MC foi Coke La Rock, MC que animava as festas de Kool Herc. No Brasil, os primeiros rimadores foram Jair Rodrigues, Gabriel o pensador e grupos como Balinhas do Rap, Thaíde e DJ Hum, Racionais Mcs. Um MC é aquele que através de suas rimas mostra as várias formas de reivindicação, angústias e injustiças com as classes sociais mais desfavorecidas, mostrando o poder da transformação.

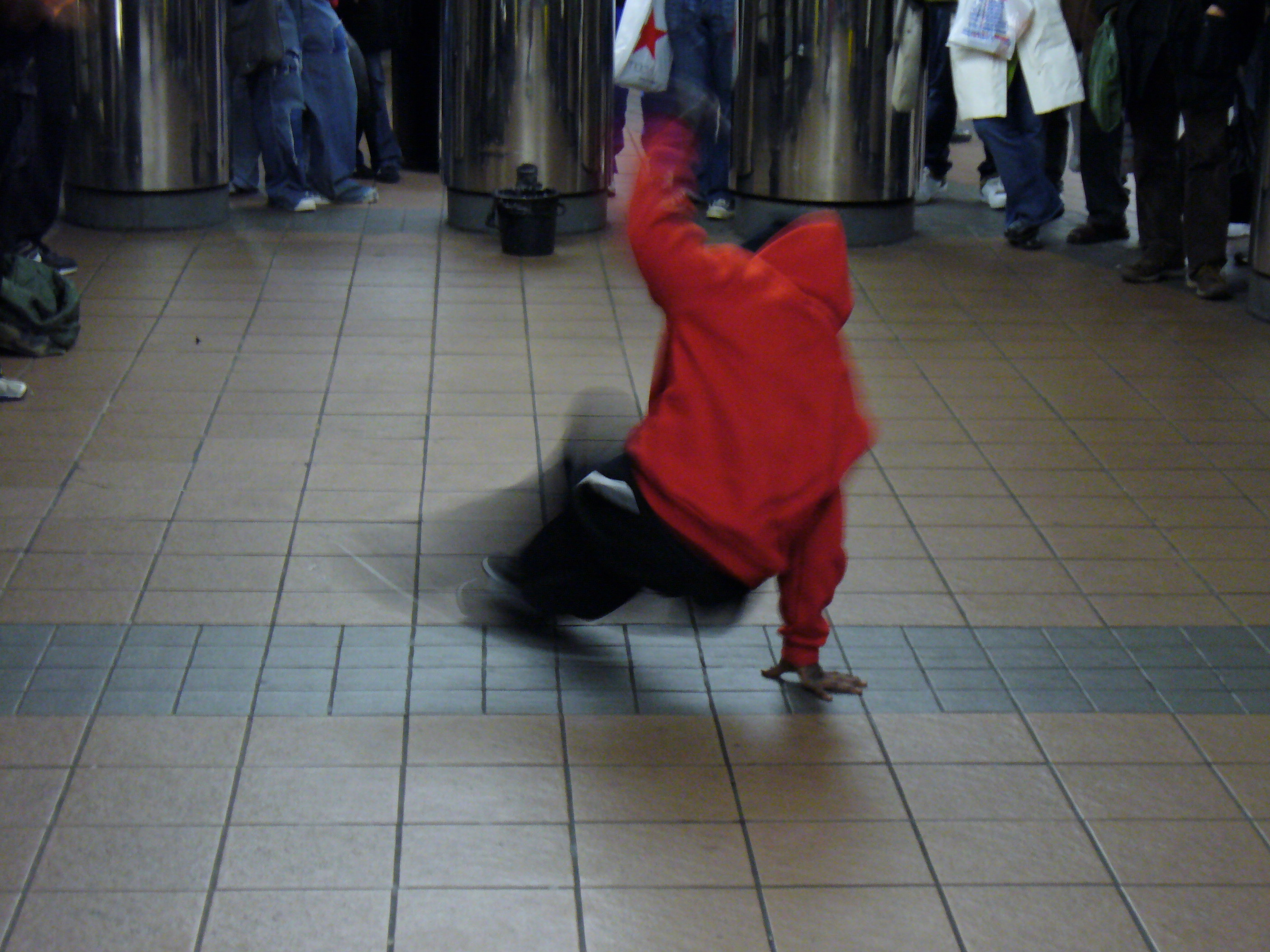
Dançarino em Nova York

### Break dance

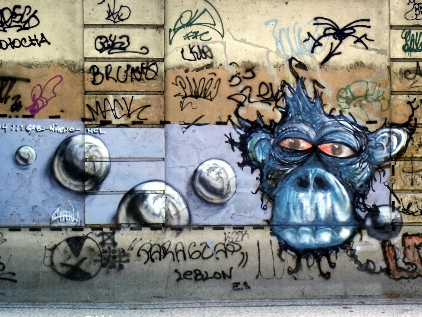
Grafite registrado no Rio de Janeiro

Break Dance (B-boying, Popping e Locking), por convenção, é a denominação dada às danças de Break Dance. Apesar de terem a mesma origem, são de lugares distintos e por isso apresentam influências das mais variadas. Desde o início da década de 1960, quando a onda de música negra tomou os Estados Unidos, a população das grandes cidades sentia uma maior proximidade com estes artistas, principalmente por sua maneira verdadeira de demonstrar a alma em suas canções. As gangues da época usavam o break para disputar território: a gangue que se destacava era a que comandava o território.

### Grafitti
Expressão plástica, o grafite representa desenhos, apelidos ou mensagens sobre qualquer assunto, feitas com spray, rolinho e pincel em muros ou paredes. Sendo considerado por muitos uma forma de arte e é usado por muitos como forma de expressão e denúncia. Apenas no Brasil considera-se o ato de "pichar" diferente do ato de "grafitar". Nos Estados Unidos, por exemplo, onde o grafite surgiu, existe um nome para a modalidade "pichação" que é conhecido como "tag".

## Impacto Social

### Dança
A dança hip hop inclui uma grande variedade de estilos, nomeadamente breaking, locking, popping, e krumping. Breaking, locking e popping foram desenvolvidos na década de 1970 por negros e latino-americanos. O krumping surgiu na década de 1990, em comunidades Afro-americanas, em Los Angeles. O que separa a dança do hip hop de outras formas de dança são os movimentos de improvisação (freestyle) e que os dançarinos de hip-hop frequentemente envolvem-se em disputas nas competições de dança. Sessões de freestyle e disputas geralmente são realizadas numa cypher, um espaço de dança circular que se forma naturalmente uma vez que a dança começa.

### Moda
A moda do hip hop é um estilo de se vestir de origem afro-americana, caribenha e latina, que teve origem no bairro The 5 Boroughs, em Nova Iorque, e, mais tarde, influenciou em cenas do hip hop em Los Angeles, Galesburg, Brooklyn, Chicago, Filadélfia, Detroit, Porto Rico, entre outros. Cada cidade contribuiu com vários elementos para o seu estilo geral visto hoje no mundo inteiro.
Geralmente, as roupas utilizadas no hip hop são largas, para que os movimentos fiquem maiores, dando mais efeito visual para a dança. Também são utilizados bonés, muitas vezes virados para trás ou de lado. Costumam ser usados shorts e, na maioria das vezes, as roupas são vistosas.
O primeiro estilista a unificar a moda convencional com o estilo do Hip Hop foi Karl Kani, que desenvolveu as primeiras calças com o formato propriamente largo. Pelo sucesso das vendas ele recebeu o título de "padrinho da moda urbana" e também foi eleito mais tarde pela revista People um dos 100 Afro-Americanos mais ricos do mundo.